# Monochlorure de brome
Le monochlorure de brome ou chlorure de brome(I) est un interhalogène de formule chimique BrCl. Il se présente généralement sous la forme d'un gaz très réactif jaune doré, avec une température de décomposition de 5 °C et une température de fusion de −66 °C. Son numéro CAS est 13863-41-7 et son numéro EINECS est 237-601-4,. Il s'agit d'un puissant agent oxydant. La molécule a une longueur de liaison d'environ 2,136 1 Å.